# Факультет соціальних наук Оттавського університету
Факультет соціальних наук є двомовним факультетом Оттавського університету. Факультет був заснований у 1936 році, як школа політичних наук, а офіційно, був названий факультетом соціальних наук у 1955 році.  Факультет складається з дев'яти кафедр, шкіл та інститутів, які пропонують програми бакалаврату, магістра та докторантури обома офіційними мовами університету. 
На даний момент, навчаються понад 10 000 студентів, що робить його найбільшим факультетом в університеті. На факультеті також працює 260 штатних професорів і 100 співробітників. 

## Історія
Факультет соціальних наук був вперше заснований у 1936 році як школа політичних наук, а пізніше був включений до Інституту психології (факультет мистецтв) у 1941 році. У 1955 році факультет соціальних наук отримав статус факультету та додав кафедру економіки, кафедру соціології та кафедру політології, а кафедру кримінології було додано в 1968 році. Школи психології та соціальної роботи були додані до факультету в кінці 1970-х і на початку 1990-х років, а в 1999 році був створений Інститут жіночих досліджень.
У 2007 році була створена Вища школа громадських і міжнародних відносин, яка пропонує двомовну багатопрофільну навчальну програму для студентів, які бажають продовжити кар'єру в галузі державної політики, міжнародних відносин і міжнародного розвитку.  У 2008 році була створена Школа міжнародного розвитку та глобалістики. Школа є найбільшим академічним підрозділом Канади, який спеціалізується на міжнародному розвитку та поширює теорію міжнародного розвитку, яка стосується мінімізації нерівності, мирного вирішення конфліктів, а також поваги до різноманітності та вдячності за участь громадян. 

## Навчальні підрозділи та програми
Факультет складається з 9 шкіл, факультетів та інститутів, які пропонують близько 30 різних програм на рівні бакалавра, магістра та доктора.
Факультет також пропонує варіанти CO-OP для таких програм: антропологія, соціологія, права людини, конфліктологія, економіка, політологія, міжнародний розвиток і глобалізація, державна політика та державне управління. Програма CO-OP Університету Оттави дозволяє студентам застосовувати концепції, отримані в класі, до практичної роботи, що становить 16 місяців оплачуваного досвіду роботи.  Багато студентів факультету соціальних наук, які беруть участь у програмі CO-OP, працюють в уряді Канади . 
Програми з відзнакою на факультеті дозволяють студентам брати участь у міжнародних стажуваннях, польових дослідженнях або міжнародних обмінах. Факультет має 280 установ-партнерів у 55 країнах і надає студентам стипендії для мобільності, щоб полегшити витрати на міжнародний обмін. 

## Об'єкт

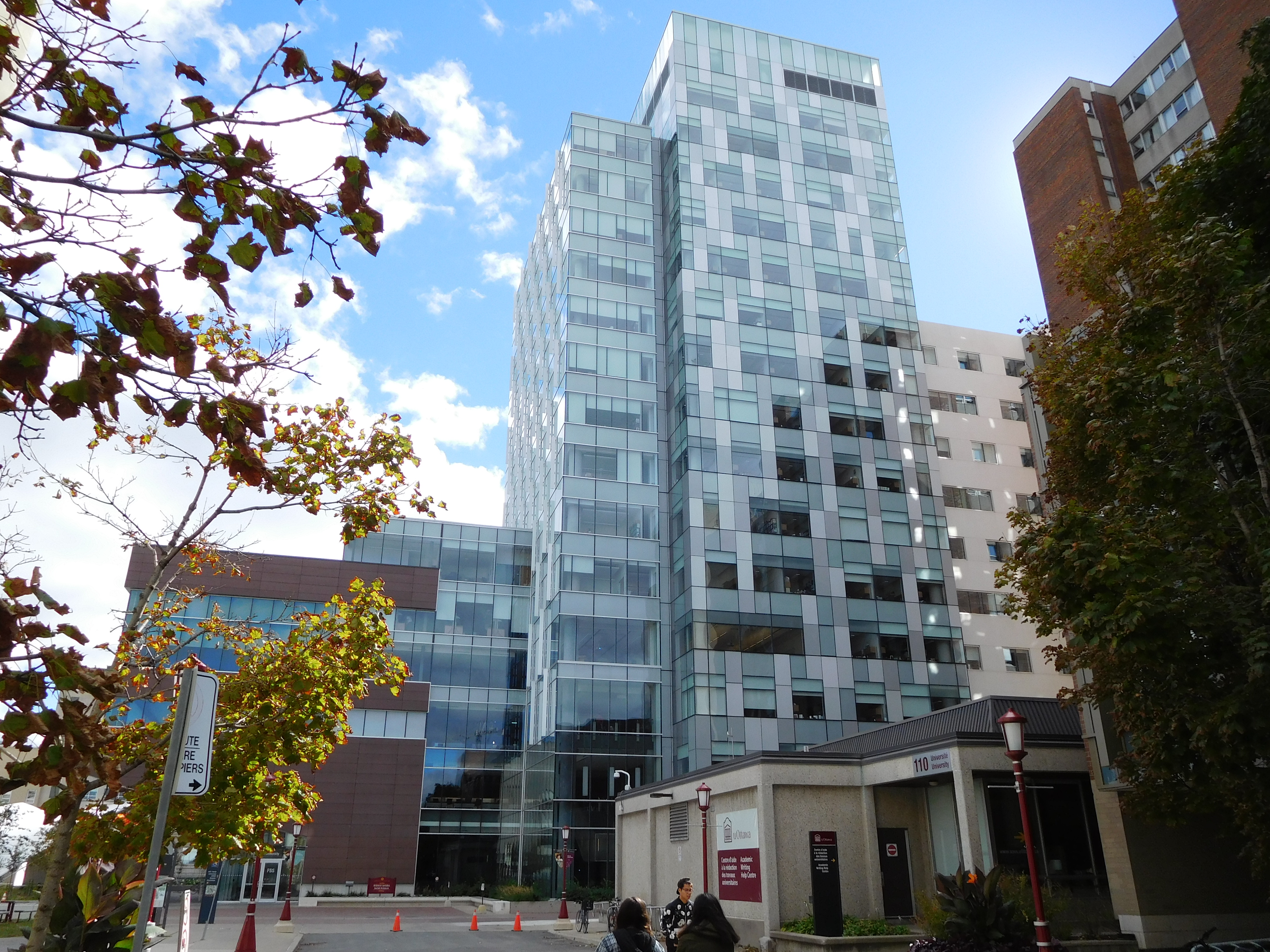
Будівля факультету суспільних наук, завершена у 2012 році.

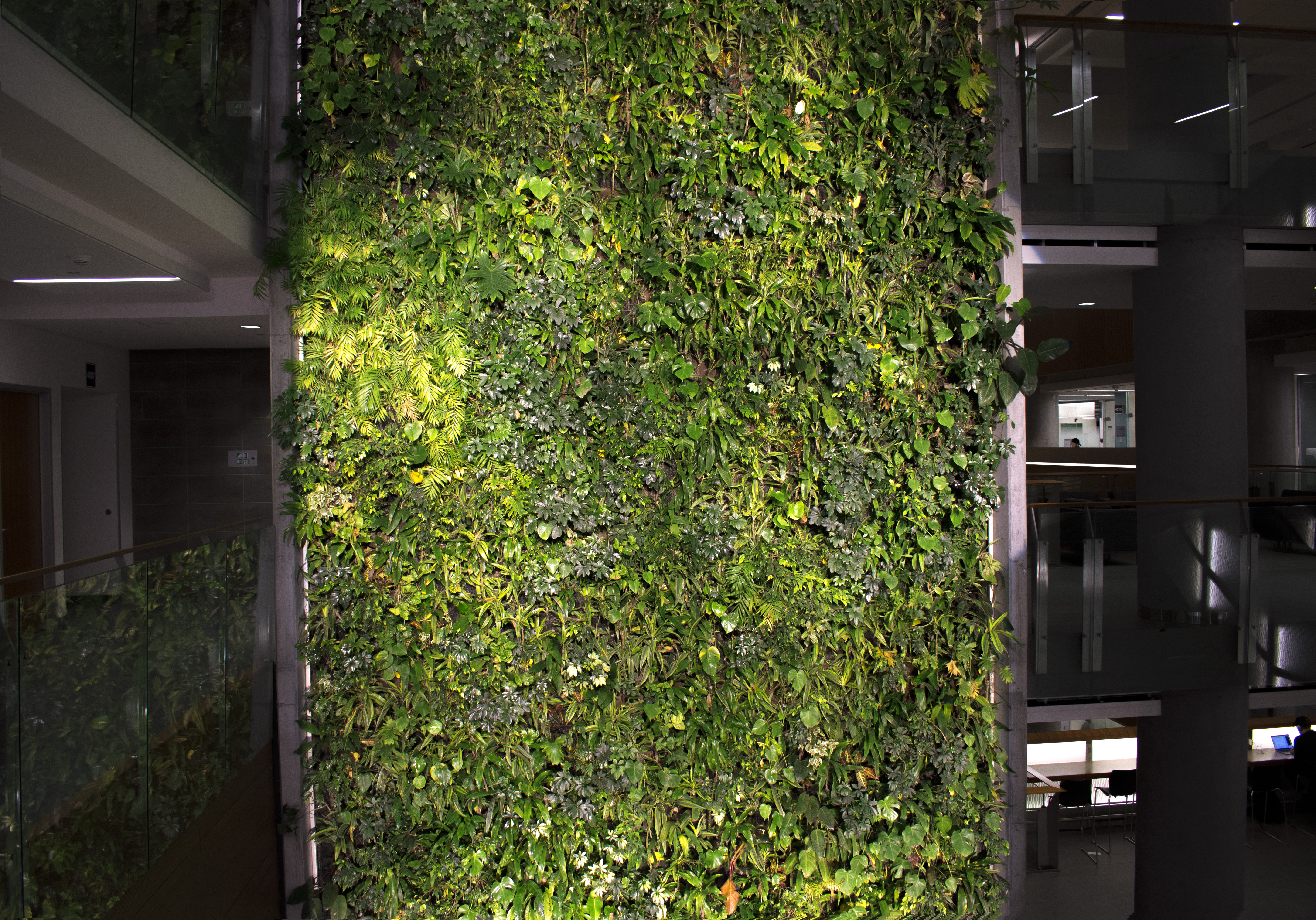
Внутрішня рослинна стіна в будівлі факультету соціальних наук.

У 2012 році факультет був об'єднаний під одним дахом, коли було завершено будівництво факультету соціальних наук (ФСН).  У 15-поверховій будівлі площею 25 299 квадратних метрів є нові класні кімнати, кімнати для переговорів і атріум із шестиповерховою живою стіною, яка служить системою фільтрації повітря.  Будівля має кілька екологічних характеристик, таких як перероблені будівельні матеріали, ефективний перерозподіл тепла, близькість до громадського транспорту та енергоефективність. Будівля отримала нагороду за відмінність на конференції «Зелені дахи для здорових міст» у листопаді 2013 року та нагороду за дизайн інтер’єру з деревини від Ontario Wood Works! програма Канадської ради з деревини. 

## Дослідження
Факультет підтримує кілька дослідницьких центрів та інститутів, які сприяють зустрічам і дискусіям, які спільно підтримують віце-президент з досліджень і факультет. Кожен має дослідницьку структуру, стратегію та критерії дослідницької досконалості. Дослідницькі центри та інститути спільно фінансуються віце-президентом з досліджень і факультетом соціальних наук. 

### Дослідницькі центри
- Центр міждисциплінарних досліджень громадянства та меншин (CIRCUM)
- Центр міжнародних політичних досліджень (CIPS)
- Центр громадського управління та політики
- Центр досліджень освіти та суспільних послуг (CRECS)
- Центр управління (COG)
- Науково-освітній центр з прав людини (філія)

### Науково-дослідні інститути
- Інститут феміністичних та гендерних досліджень
- Інститут науки, суспільства та політики